# ハピハピ バースディ/愛しい人よ 〜remember me〜
『ハピハピ バースディ/愛しい人よ 〜remember me〜』（ハピハピ バースディ / いとしいひとよ リメンバー ミー）は、岡本真夜12枚目のシングル。2001年12月21日発売。発売元は徳間ジャパンコミュニケーションズ。

## 概要
「ハピハピ バースディ」は『NHKみんなのうた』の企画で書き下ろされた楽曲（→みんなのうた#主な作品のエピソード）。2002年9月にCD付の絵本が学習研究社、DVDが徳間ジャパンコミュニケーションズから発売。シングル「愛という名の花」に本楽曲の英語バージョンが収録。本作の『みんなのうた』での放送開始が偶然にも愛子内親王の誕生時期と重なったことから「ロイヤルバースデーソング」とも称された。岡本にとって初のマキシシングルリリース。本作収録「snow field」はInstrumental曲。本作以降、岡本のシングルには、オリジナルInstrumental曲の収録が多くなった。

## 収録曲
1. ハピハピ バースディ (5:15)
  - 作詞・作曲：岡本真夜、編曲：岡本真夜・西垣哲二
2. 愛しい人よ 〜remember me〜 (5:29)
  - 作詞・作曲：岡本真夜、編曲：岡本真夜・西垣哲二
3. snow field-Instrumental- (2:53)
  - 作曲：岡本真夜、編曲：岡本真夜・西垣哲二
4. ハピハピ バースディ Instrumental (5:15)
5. 愛しい人よ 〜remember me〜 Instrumental (5:29)

## 楽曲の収録アルバム
ハピハピ バースディ
オリジナル・アルバム『Dear…』（2002年3月20日）
オムニバス・アルバム『みんなのうた 音楽集』（2003年9月25日・エイベックス・ピクチャーズ）
オムニバス・アルバム『CDツイン NHKみんなのうた 〜レレの青い空〜』（2005年6月22日・日本コロムビア）
オムニバス・アルバム『NHK「みんなのうた」 45周年ベスト曲集 〜WAになっておどろう/テトペッテンソン〜』（2006年8月23日・日本コロムビア）
セルフカバー・アルバム『Crystal Scenery III Selfcover Best』（2009年11月25日・日本クラウン）, セルフカバーバージョン
ベスト・アルバム『My Favorites』（2010年5月26日・日本クラウン）, 『Crystal Scenery III Selfcover Best』収録のバージョン
愛しい人よ 〜remember me〜
オリジナル・アルバム『Dear…』（2002年3月20日）
ベスト・アルバム『もう一度あの頃の空を』（2003年10月22日）

## タイアップ
- ハピハピ バースディ：NHKテレビ『みんなのうた』2001年12月-2002年1月、茨城放送『お誕生日おめでとう』テーマ曲
- 愛しい人よ 〜remember me〜：ドラゴン・フィルム配給映画『リメンバー・ミー』イメージソング